# Pensiero e Volontà
Pensiero e Volontà   "Rivista quindicinale di studii sociali e coltura generale", è stato un periodico italiano fondato nel 1924 da Errico Malatesta e Luigi Fabbri. Rivista anarchica con caratteristiche teoriche e culturali.
Tra i collaboratori, oltre ai fondatori, vanno annoverati Camillo Berneri, Carlo Frigerio, Carlo Molaschi, Luce Fabbri (con lo pseudonimo di Epicari)  e Ugo Fedeli.
Nel 1926, la rivista fu soppressa dalle leggi che limitavano la libertà di stampa introdotte dal regime fascista.